# Naturschutzgebiet Elbdeichvorland
Koordinaten: 53° 21′ 15,3″ N, 10° 44′ 45,7″ O
Das Naturschutzgebiet Elbdeichvorland war ein 145 Hektar umfassendes Naturschutzgebiet in Mecklenburg-Vorpommern südlich von Boizenburg/Elbe. Die Unterschutzstellung erfolgte am 15. Mai 1990 mit dem Ziel, einen Teil des Elbdeichvorlandes mit Weichholzauen zu erhalten.
Heute liegt das Gebiet im UNESCO-Biosphärenreservat Flusslandschaft Elbe-Mecklenburg-Vorpommern. Mit Verabschiedung des „Gesetzes über das Biosphärenreservat Flusslandschaft Elbe Mecklenburg-Vorpommern“ vom 15. Januar 2015 wurde das Großschutzgebiet zur Umsetzung der nationalen Kriterien für die Anerkennung und Überprüfung von Biosphärenreservaten der UNESCO in Deutschland in Kern- und Pflege- und Entwicklungszonen gegliedert (§ 6 BRElbeG M-V). Gleichzeitig wurden mit Artikel 7 des Gesetzes „Aufhebung von Rechtsvorschriften“ die nationalen Schutzgebietsverordnungen und Beschlüsse u. a. zu Landschafts- und Naturschutzgebieten sowie zum Naturpark „Mecklenburgisches Elbetal“ aufgehoben, so dass diese Schutzgebietskategorien innerhalb des Biosphärenreservates nicht mehr existieren. Die Flächen des Naturschutzgebietes sind in den Schutzstatus Pflegezone in das UNESCO-Biosphärenreservat Flusslandschaft Elbe-Mecklenburg-Vorpommern übergegangen.